# Дзеркало, дзеркало (Доктор Хаус)
«Дзеркало, дзеркало» (англ. Mirror Mirror)  — п'ята серія четвертого сезону американського телесеріалу «Доктор Хаус». Прем'єра епізоду проходила на каналі FOX 30 жовтня 2007. Доктор Хаус і його нова команда мають врятувати чоловіка з дзеркальним синдромом.

## Сюжет
Під час пограбування у Мартіна, чоловіка середнього віку, починається сильний кашель, один з підлітків грабіжників викликає швидку допомогу. На роботу в клініку повертається Форман і Кадді назначає його слідкувати за роботою Хауса і його команди. Ознайомившись зі справою команда робить тест з метахоліном. Під час тесту пацієнт починає скаржитись на поколювання в нозі та біль в животі. Невдовзі чоловік непритомніє у коридорі, а Форман починає розуміти, що він емітує захворювання своїх сусідів по палатах, тобто — хвороба Мюнхгаузена. Проте обміркувавши думку Формана Хаус вирішує, що у пацієнта синдром Джованіні.
Хаус вирішує перевірити свою теорію і відвідує з Мартіном операцію. В результаті він підтверджує свою версію і Мартін починає емітувати Вілсона, який проводив операцію. Також Хаус помічає, що у чоловіка почала згортатись кров на руці. Команда має знайти інфекцію і робить аналіз крові та УЗД. УЗД виявляє однорідне новоутворення в печінці. Бреннан робить біопсію і помічає, що у Мартіна замість крові гній від грибка. Невдовзі у чоловіка починається згортання крові по всьому тілу і його садять у гарячу ванну. Через те, що невідома історія хвороби пацієнта, Катнер бере аналіз ліквору, щоб зрозуміти чим хворів чоловік. Згодом зігрівання в ванній перестає діяти і кров знову починає згущуватись. Хаус наказує погріти його зсередини й ввести ЛПС. Проте Кадді проти цього, тому що це небезпечно. Тим часом у Мартіна трапляється зупинка серця. Його стан швидко погіршується, тому Форман йде на ризик і наказує команді зробити біопсію серця, тому що зрозуміло, що інфекція там.
Тринадцята і Коул знаходять машину Мартіна і дізнаються, що його справжнє ім'я Роберт Еліот. Тепер вони можуть знайти історію хвороби, але вже вечір, тому ніхто з лікарів не захоче співпрацювати з Хаусом, навіть якщо йому вдасться врятувати людину. Тому все ж таки робить біопсію, але стан погіршується. Зі слів Катнера Хаус розуміє, що у Роберта починає проявлятися своя особистість. Хаус вирішує повернути пам'ять чоловіку і дізнається, що Роберт розвозить відходи з ферм. Через свинячі фекалії він міг заразитися гебобартинольозом. Йому призначають лікування і він одужує.